# هم‌رزمان: هنر جنگ
«هم‌رزمان: هنر جنگ» (انگلیسی: Brothers in Arms: Art of War) یک بازی ویدئویی در سبک شوتم آپ است که توسط گیم‌لافت و در سال ۲۰۰۸ و در پلت‌فرم‌های سکوی جاوا، نسخه میکرو، و ماشین مجازی جاوا منتشر شده‌است.